# Zona conurbada de Moroleón-Uriangato
La Zona conurbada de Moroleón-Uriangato es una área conurbada mexicana que fue constituida oficialmente desde el 6 de octubre de 2010, de acuerdo a un convenio de constitución decretado por el estado de Guanajuato, junto con el estado de Michoacán. En 2020 fue descendida a conurbación, se encuentra conformada por los municipios de Uriangato, Moroleón y Cuitzeo.
El comercio y la industria textil son la actividad económica principal y representan el motor de la economía local, esta actividad da empleo a 30,000 personas quienes perciben su salario directamente de la actividad textil que se desarrolla en esta zona, lo cual representa 38.09 % de la población económicamente activa de los municipios de la región.

## Definición de Zona Conurbada
SEDATU define a la zona conurbada como conjunto de municipios cuya relación se basa en un alto grado de integración física o funcional intermunicipal o interestatal. La localidad urbana o conurbación que da origen a la zona conurbada tiene entre 50 mil y 100 mil habitantes. Mientras que la zona metropolitana como el conjunto de municipios cuya relación se basa en un alto grado de integración física o funcional intermunicipal o interestatal y la población total de los municipios que la conforman es de 200 mil habitantes o más. La localidad urbana o conurbación que da origen a la zona metropolitana cuenta con 100 mil habitantes o más.

## Antecedentes
En Guanajuato se ha promovido un desarrollo equilibrado y sustentable en las zonas conurbadas y metropolitanas para atender los problemas que las afectan y aprovechar las ventajas y oportunidades que la coordinación intermunicipal genera. Resultado de esta política integradora se han formalizado 5 Zonas Metropolitanas en el Estado: 
En 2015 esta zona metropolitana constituyó la 58va ciudad más competitiva y sustentable de México, de acuerdo al Instituto Mexicano para la Competitividad.

## Historia de la Zona Conurbada Moroleón-Uriangato

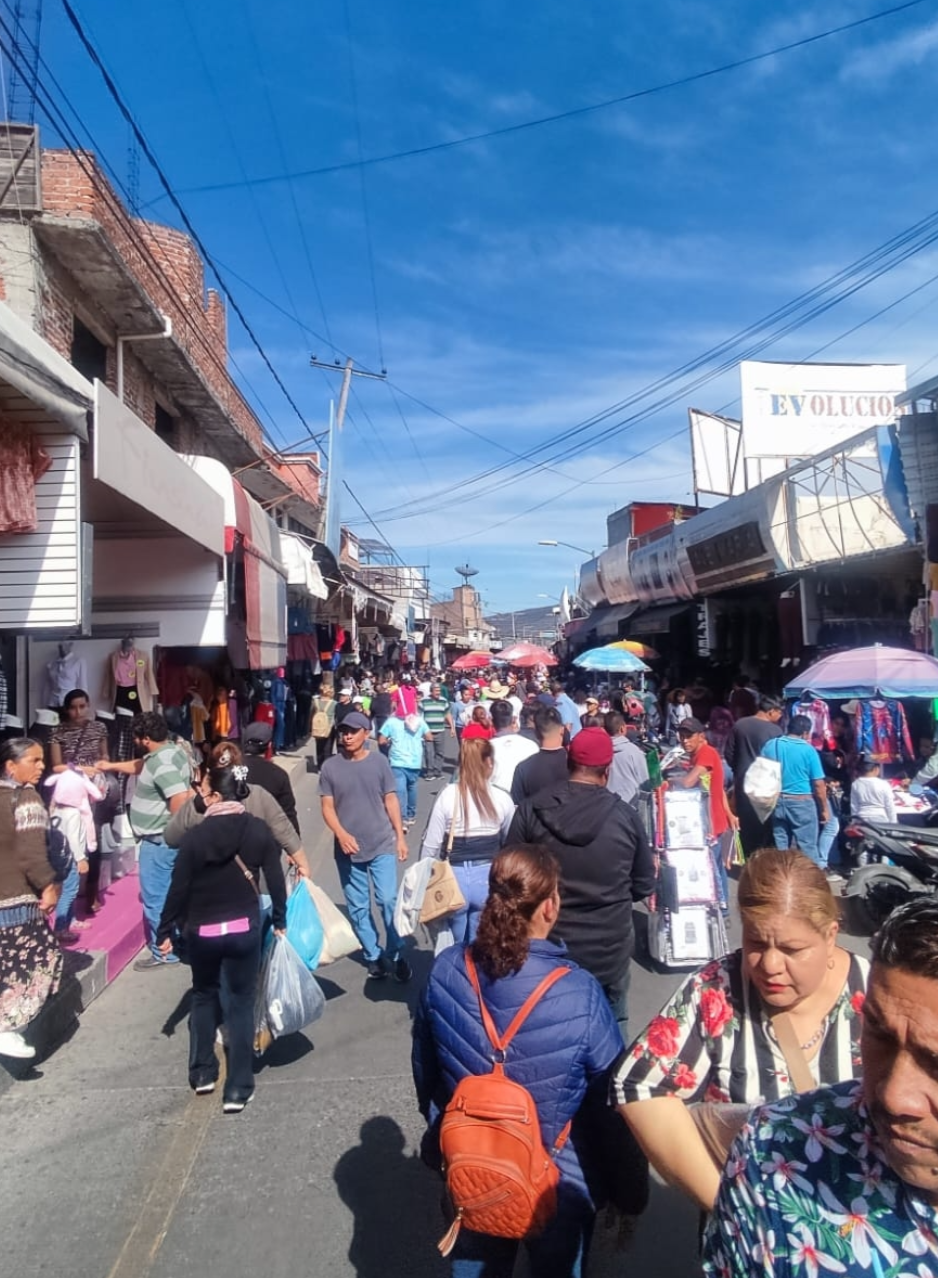
Vista de la zona comercial textil en la zona metropolitana.

Desde sus orígenes las ciudades de Uriangato y Moroleón se han encontrado geográficamente cercanas, sin embargo en la segunda mitad del siglo XX debido al crecimiento originado por el auge de la industria y el comercio textil en la región el cual se incrementó a principios de la década de 1980 ambas ciudades se unieron y compartieron tanto vialidades, como servicios y el intercambio económico, social y cultural entre los habitantes de ambas poblaciones se incrementó de manera importante.
Durante la década de 1990 se crearon la "Expo Textil Moroleón" el "Grupo Textil Guanajuato" con la finalidad de fortalecer la industria textil, posteriormente los comerciantes de Uriangato se unieron a esta exposición anual, y para finales de la década de 1990 el municipio de Yuriria se integra formalmente a la industria textil con la creación del Tianguis Textil Parangarico, el primero ubicado fuera del territorio de los municipios de Uriangato y Moroleón, con esto, la integración económica y social de los tres municipios que actualmente integran esta zona metropolitana se fortaleció constituyendo el origen de lo que hoy es esta zona metropolitana.
La integración metropolitana de estos municipios fue originada por un interés netamente comercial, sin embargo la cultura y las costumbres y el estilo de vida de los habitantes de estos tres municipios es totalmente compartida con muy pocas diferencias entre unos y otros.

## Población y extensión territorial
| Municipio | Población | Superficie (km²) | Densidad |
| --------- | --------- | ---------------- | -------- |
| Uriangato | 61 494    | 116.3            |          |
| Moroleón  | 47 261    | 159.7            |          |
| Cuitzeo   | 29 910    | 254.4            |          |
| Total     | 138 665   | 530.5            | 28.7     |

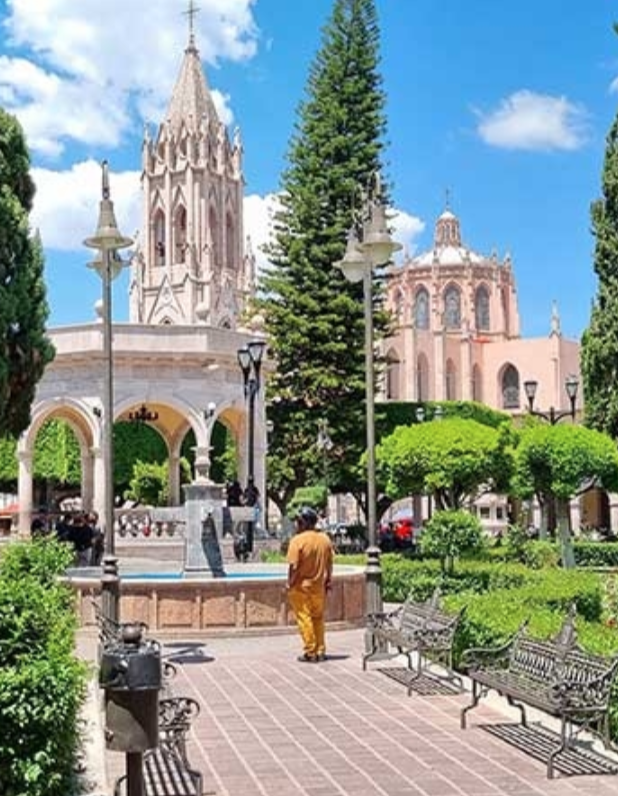
Centro Histórico Moroleón, Guanajuato.

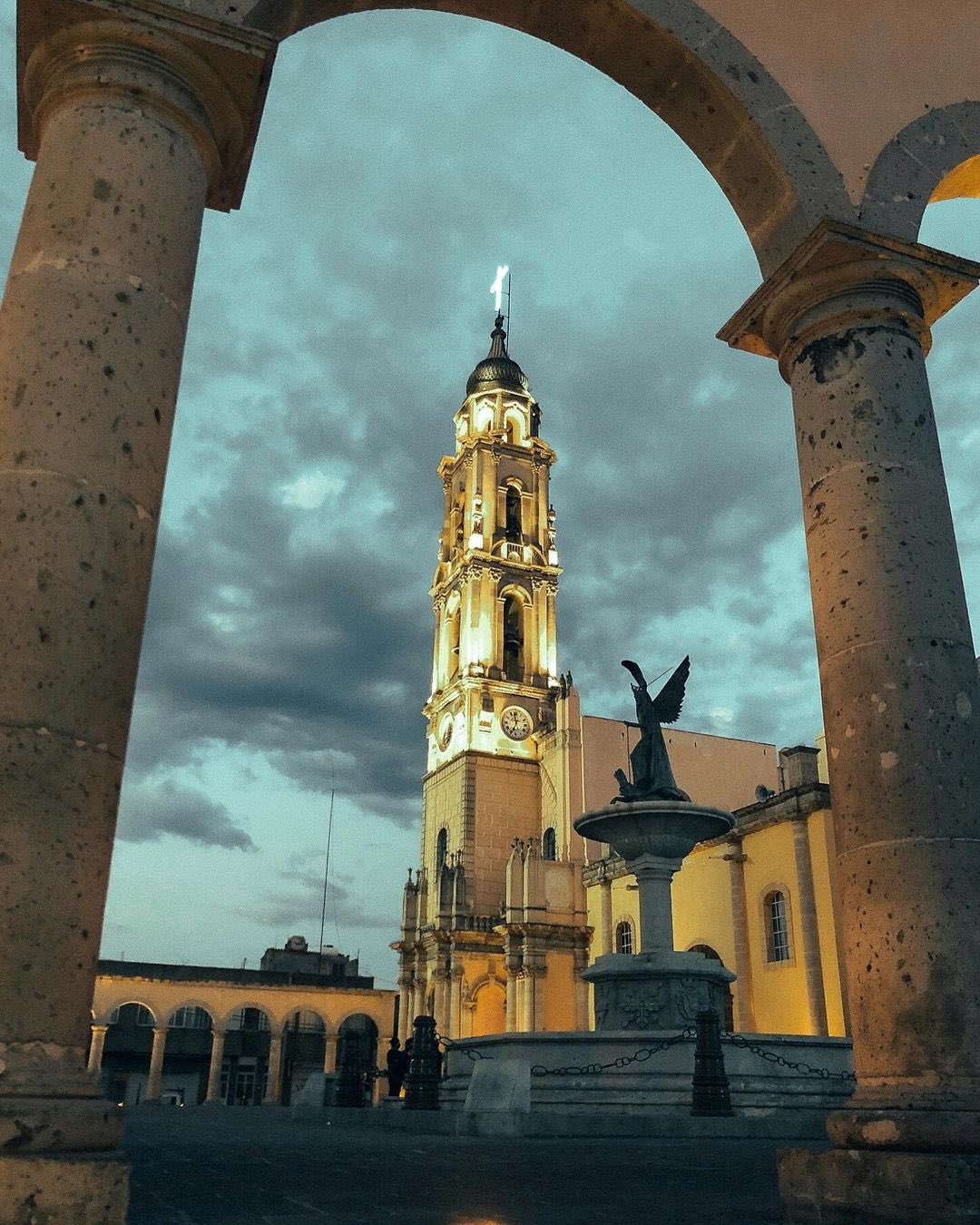
Centro Histórico Uriangato, Gto.

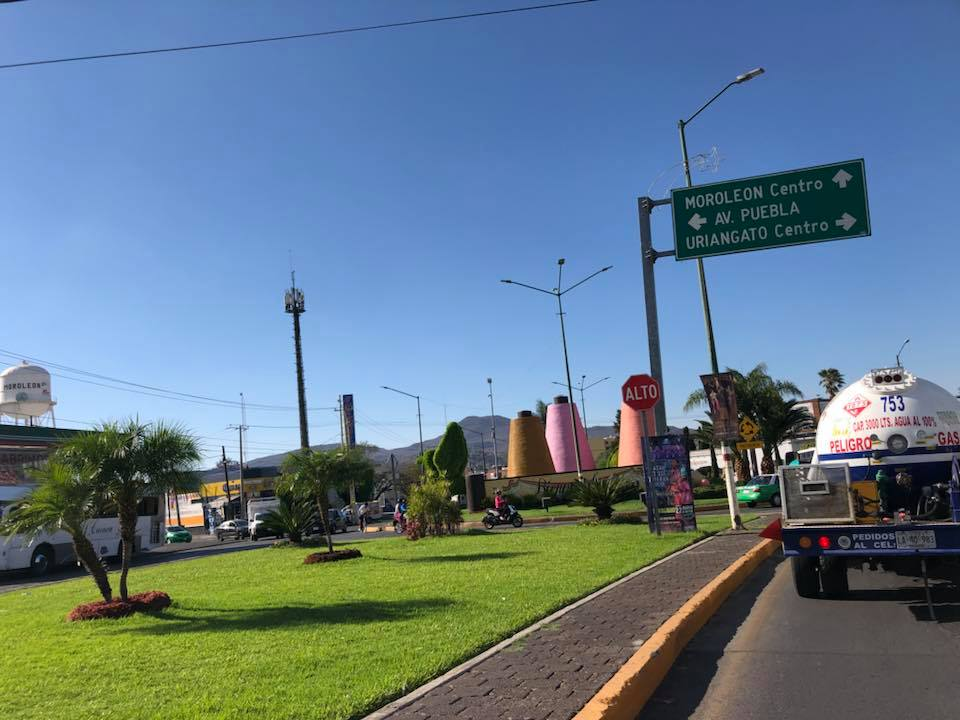
Glorieta de la amistad en los límites de Uriangato y Moroleón.

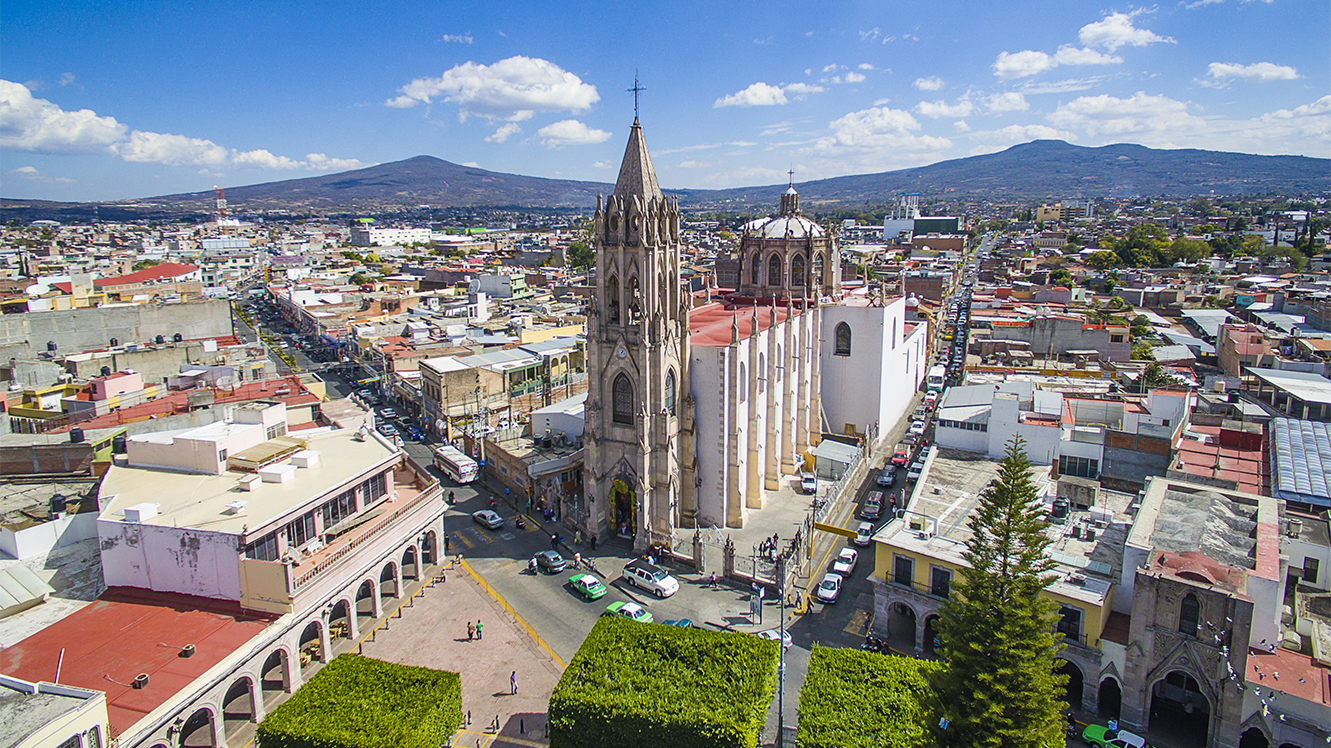
Vista panorámica de Moroleón, Gto.

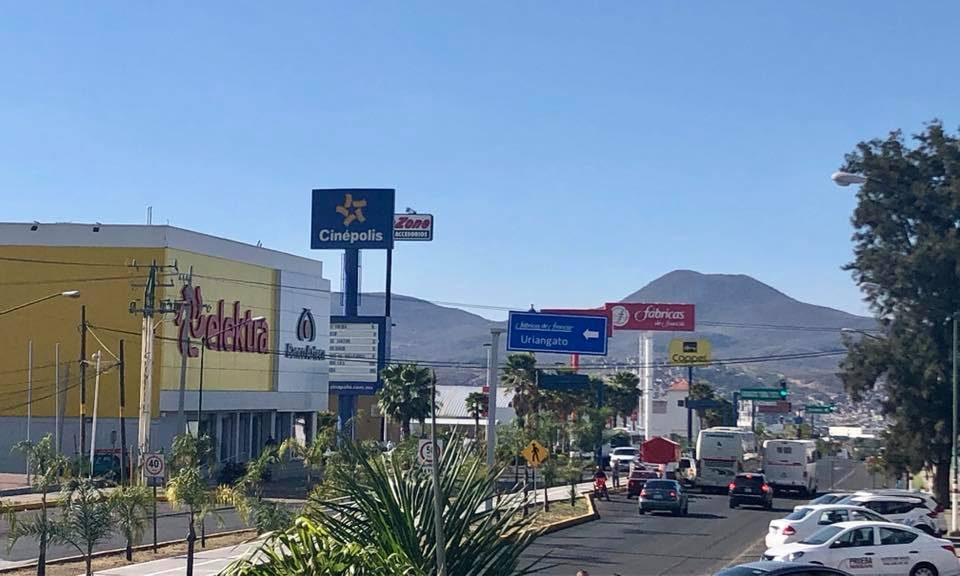
Galerías Metropolitana en Uriangato, Gto.

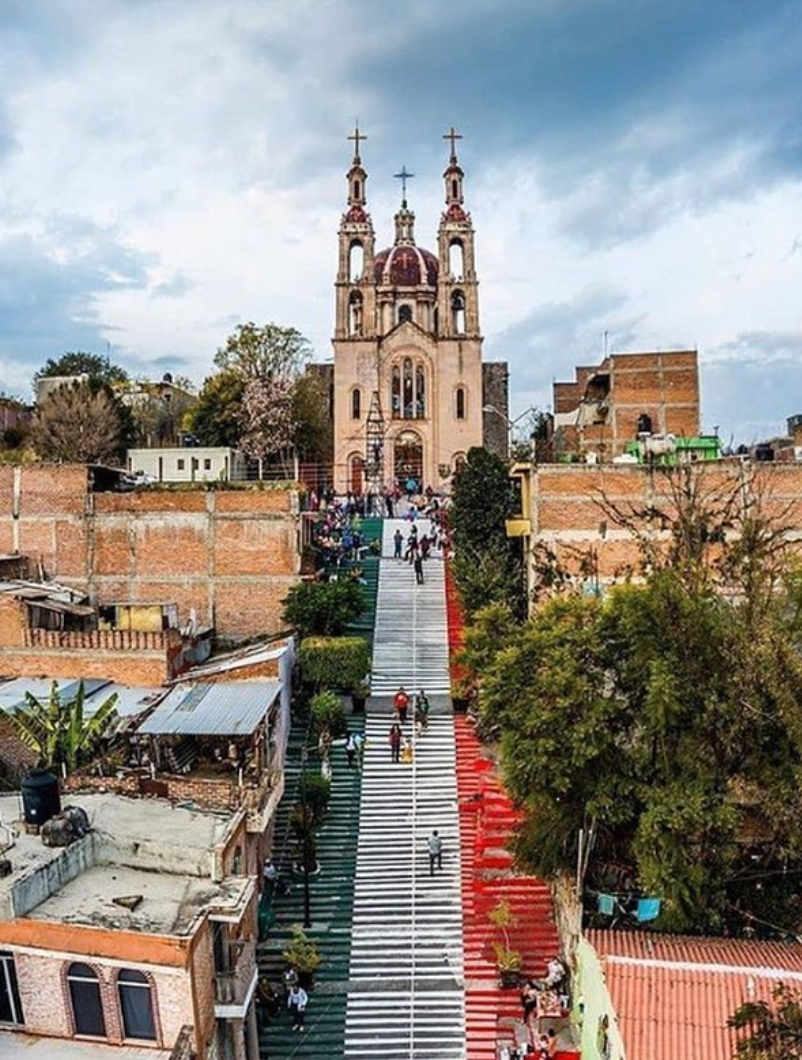
Santuario de Guadalupe

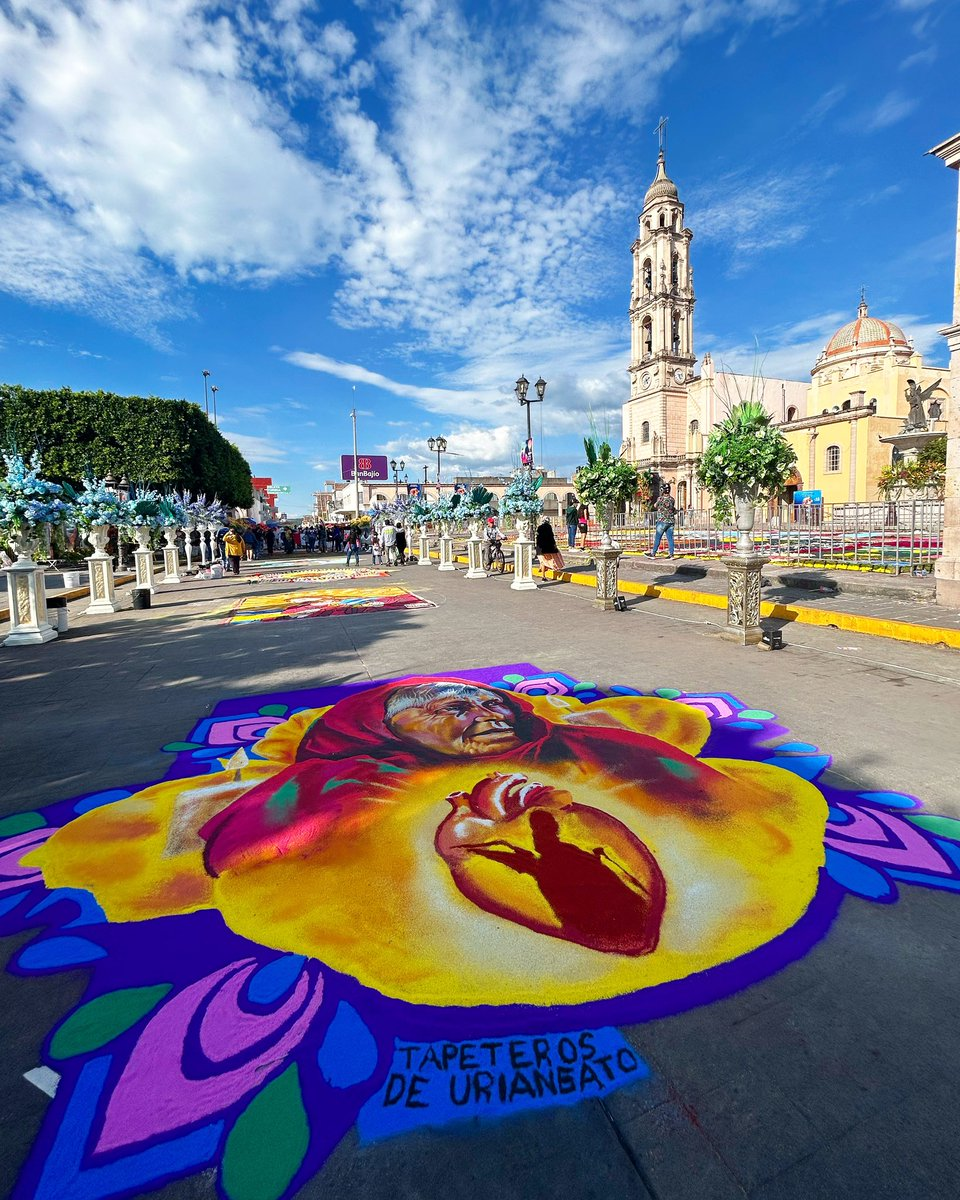
Festividad de La Octava Noche en Uriangato

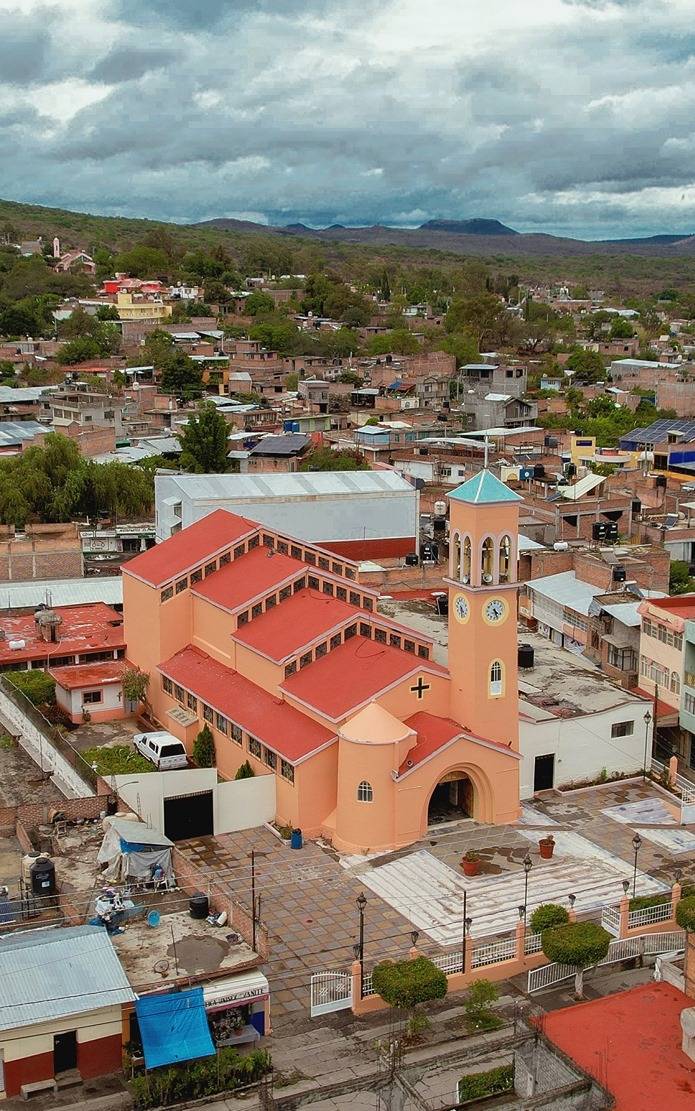
Parroquia de San Juan Bautista de Cerano en Yuriria.

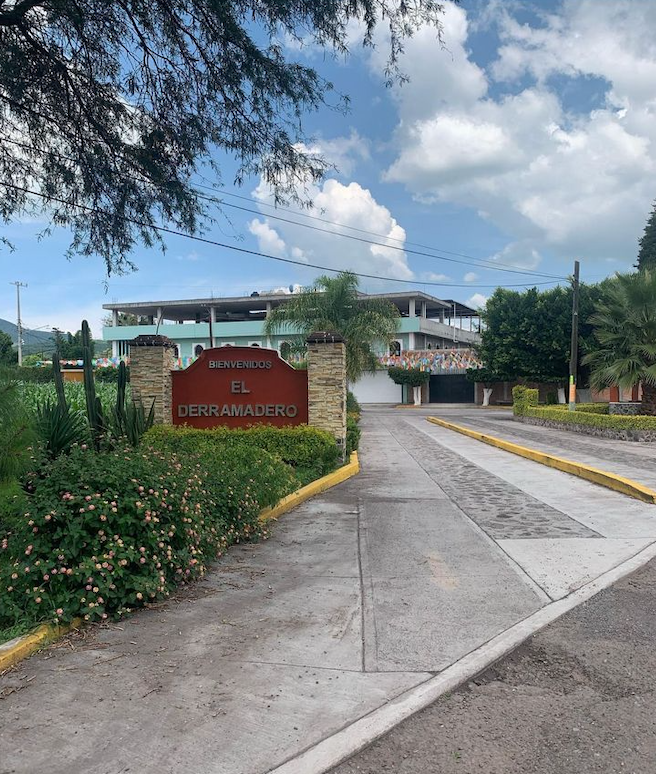
El Derramadero en Uriangato

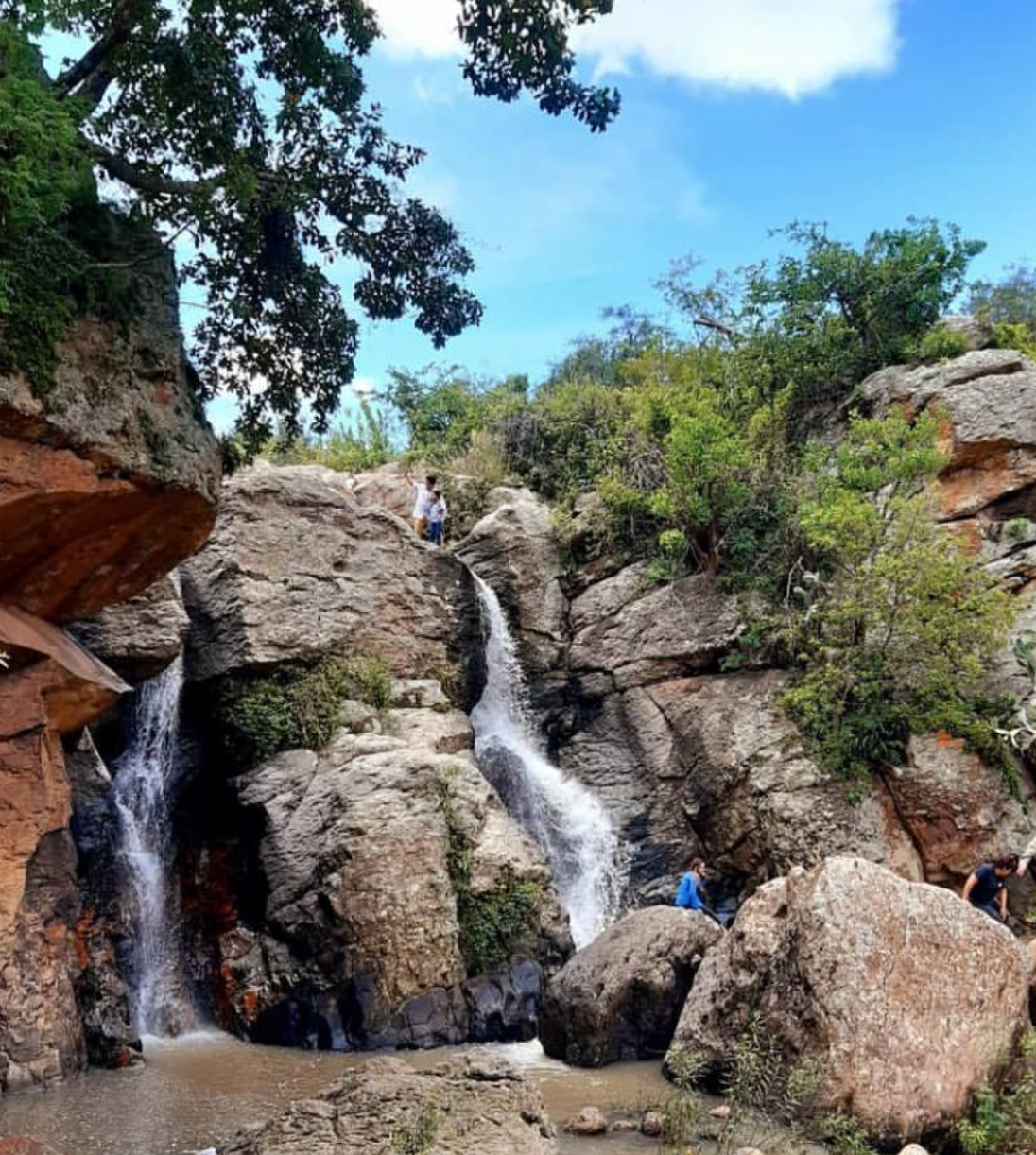
Cascadas de Piñícuaro en Moroleón

Población urbana de los municipios de la Zona Metropolitana Moroleón-Uriangato-Cuitzeo:
113, 677 habitantes.

#### Localidades más pobladas de acuerdo al Censo de Población y Vivienda 2020.
- Piñícuaro (Moroleón) 894 hab.
- Las Misiones (Uriangato) 873 hab.
- San José Cuaracurio (Uriangato) 846 hab.
- El Aguacate (Uriangato) 711 hab.
- El Salto (Moroleó) 656 hab.
- El Charco (Uriangato) 617 hab.
- La Mesa (Uriangato) 565 hab.
- La Ordeña (Moroleón) 502 hab.
- El Cerro (Uriangato) 463 hab.
- Los Portalitos (Uriangato) 458 hab.
- Ojo de agua de en medio (Moroleón) 364 hab.
- Lagunilla del Rico (Uriangato) 330 hab.
- Rancho Nuevo de Cupuato (Uriangato) 325 hab.
- La Soledad (Moroleón) 262 hab.
- Huahuemba (Uriangato) 260 hab.
- El Bosque (Moroleón) 257 hab.
- Rancho Nuevo (Moroleón) 239 hab.
- La Barranca (Moroleón) 194 hab.
- Buenavista (Uriangato) 189 hab.
- La Cinta (Uriangato) 188 hab.
- Los Rodríguez (Uriangato) 187 hab.
- Nuevo Uriangato (Uriangato) 155 hab.
- Lagunilla del Encinal (Uriangato) 143 hab.
- Amoles (Moroleón) 122 hab.
- Caricheo (Moroleón) 111 hab.
- Españita (Uriangato) 110 hab.
- Cuanamuco (Moroleón) 109 hab..
- El Comal (Uriangato) 97 hab.
- Colonia Magisterial (Uriangato) 94 hab.
- Cepio (Moroleón) 84 hab.

## Economía de la Zona Conurbada de Moroleón-Uriangato

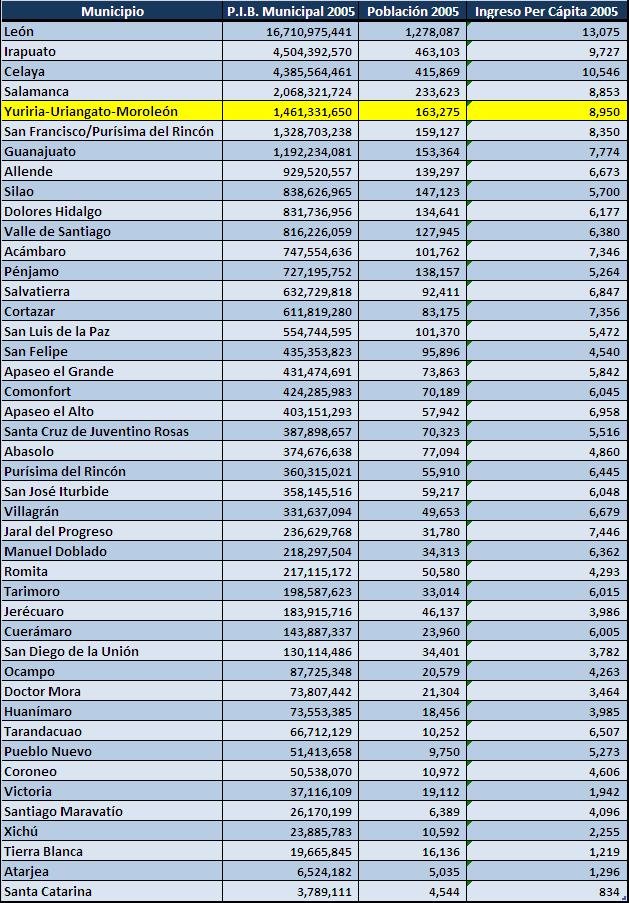
Lista de Municipios del Estado de Guanajuato de acuerdo al producto interno bruto. En amarillo se muestra la ZM Moroleón-Uriangato.

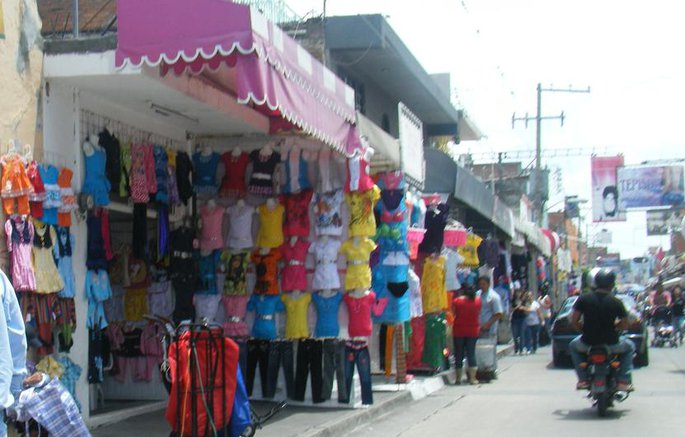
El comercio textil de la zona metropolitana Moroleón-Uriangato.

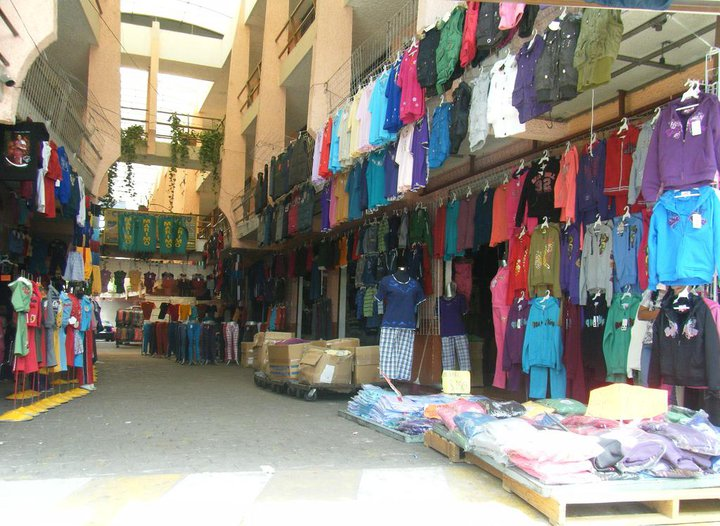
La industria y el comercio textil constituyen la principal actividad económica.

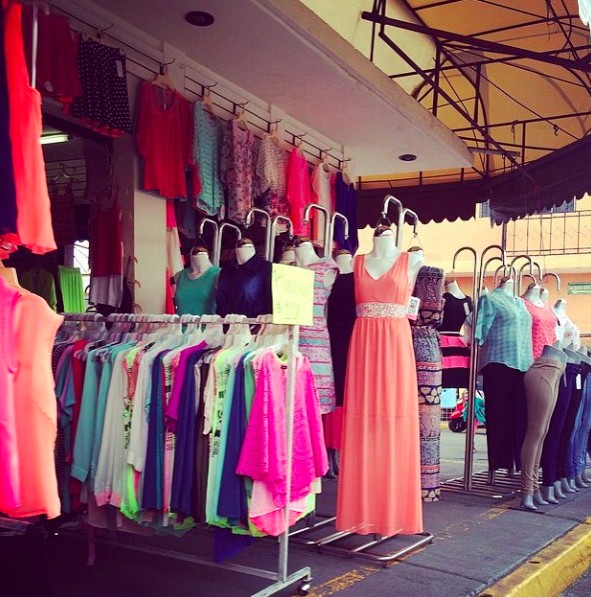
Vista del comercio textil típico en la zona metropolitana

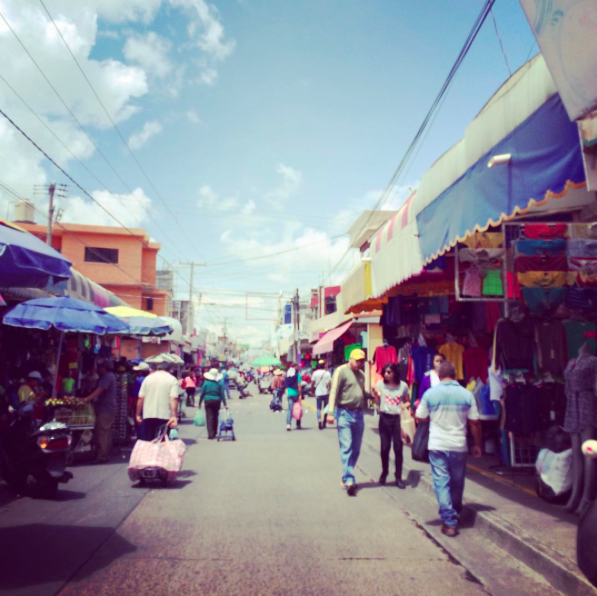
Zona Comercial Textil

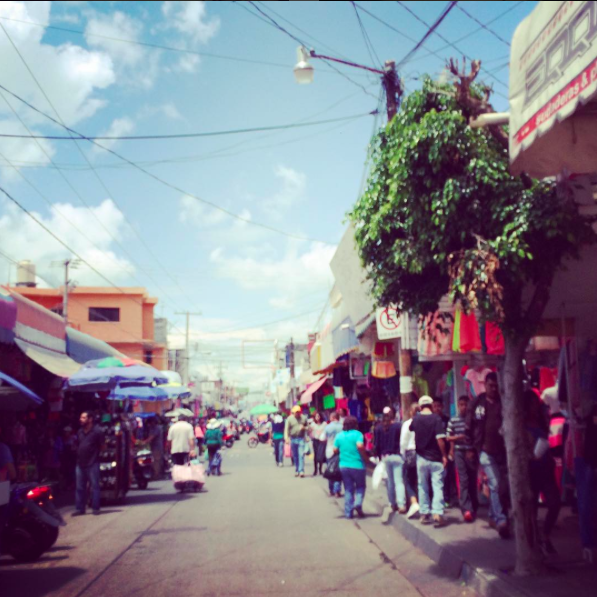
Vista de los locales de ropa de la zona comercial de Uriangato, Gto.

El P.I.B. (producto interno bruto) representa todo el capital que el municipio produce en un año, mientras que el ingreso per cápita representa lo que en promedio percibe la población de esa localidad en un promedio al año, el valor se expresa en dólares estadounidenses.
El comercio y la industria textil son la actividad predominante, pues esta actividad da empleo a 30,000 personas que perciben un salario, lo cual representa el 38.09% de la población económicamente activa de estos municipios.
La actividad económica más importante es el comercio textil ya que además de vender la producción textil maquillada en la localidad se vende lo que producen otros municipios y estados del país, ello provoca que visitantes de todo el país viajen a esta región a abastecerse de las prendas de vestir que además tienen precios muy accesibles, incluso en las marcas reconocidas.
La gran cantidad de fábricas ofertan sus productos a través de más de 4,000 establecimientos a lo largo de un corredor comercial de más de 4 kilómetros lineales donde puede encontrar una enorme variedad de prendas de vestir en las marcas de mayor prestigio del país, lo que permite satisfacer todos los gustos y necesidades a precios muy atractivos. Durante gran parte del siglo XX el comercio textil se concentró en Moroleón sin embargo ha sido desde la década de 1990 que la mayor parte del comercio se ha reubicado en Uriangato, en donde se encuentra el 80% del comercio textil de la región, ya que por razones de logística y ubicación este municipio ofrece mayores ventajas comerciales, sin embargo Yuriria también ha aprovechado su conveniente ubicación para promover diversos sitios comerciales.
Mención aparte merece otra actividad importante y muy relacionada con el comercio textil: la vigorosa industria textil, con una amplia producción de Suéter, Colchas, Ropa para bebe, Ropa deportiva, Ropa casual, Tejido de punto y plano, entre otros son sus principales productos, siendo uno de los principales productores a nivel nacional. Los habitantes de la región cuentan con una eminente vocación textil la cual encuentra su origen en la elaboración ancestral de rebozo y actualmente se han ido incorporando mejoras en tecnologías y diseño por lo cual los productos cuentan con un amplio reconocimiento nacional e internacional.

### Expo Vestir del Sur de Guanajuato
El estado de Guanajuato tiene una industria de la confección con una gran riqueza por la variedad de sus productos y municipios que presentan una producción muy específica. Esta industria se encuentra integrada en su mayoría por micros y pequeñas empresas. La presencia de esta industria en Guanajuato data del siglo XVIII y ha logrado desarrollarse paulatinamente y, al mismo tiempo, diversificarse. En la actualidad destacamos en la fabricación de prendas de vestir (pantalón de mezclilla) y artículos de tejido de punto. La competencia en los mercados mundiales es dominada por los países asiáticos, quienes han trabajado en la cadena productiva desde la provisión de insumos hasta la comercialización de sus productos. En América Latina se está gestando una reubicación de la industria, principalmente en Centroamérica donde los costos de mano de obra son más bajos. Debido a que la maquila de México es cada vez menos competitiva frente a la de los países del Caribe y Centroamérica y a la gran competencia de productos con los países asiáticos, se considera que los exportadores mexicanos tienen mayores oportunidades en Estados Unidos y Canadá ante el mercado de nivel medio-medio y medio alto con productos de marca propia del cliente. Para lograr ser competitivo en estas industrias, el exportador mexicano se enfrenta a varios retos: Tener la capacidad del servicio del paquete completo, flexible en la producción debido a los cambios de los modelos, volúmenes menores, tiempos de entrega muy cortos (just in time), alta calidad y precios competitivos.  La ventaja de enfrentar estos retos es que se pueden generar relaciones a largo plazo con sus clientes, mejores precios por sus productos, estándares de calidad globales y posicionarse como proveedores de productos de moda en el segmento de mercado medio-medio y medio-alto.
Desde el año de 1992 surgió la idea innovadora de crear un evento que destacara la industria de la moda textil de Moroleón y que fuera a su vez, un escaparate para fabricantes de ropa. Es así que nació Expo Moda Primavera-Verano, Expo Proveeduría Textil y Expo Moda Otoño-Invierno, a partir de ahí la Expo Moroleón se realizaba año con año en el verano para exhibir la producción de moda de la localidad, sin embargo esta Expo se canceló en 2006, retomándo sus actividades en 2012, con gran éxito se desarrolló Expo Textil 2012, con un total de 82 empresas expositoras de los ramos textil-confección, proveeduría, marroquinería y cuero-calzado; y contando con la participación de importantes visitantes y compradores especializados, se lograron la diversificación de nuevos canales de distribución y la generación de rentables oportunidades de negocios. En el marco del evento se desarrollaron una serie de actividades de negocios, pasarelas y conferencias donde expertos en la industria de la moda, fabricantes y empresarios del estado en el ramo textil-confección y cuero-calzado no sólo presentaron sus creaciones, sino que además, compartieron sus conocimientos y experiencia a los cientos de asistentes que se dieron cita para actualizarse, establecer alianzas comerciales para su negocio, contactar a nuevos clientes y lograr una generación en ventas a corto y mediano plazo, objetivos que se cumplieron satisfactoriamente.
Actualmente esta exposición tiene un carácter regional pues los Ayuntamientos de los tres municipios invierten en su realización, razón por la cual ha cambiado su nombre desde 2013 a Expo Vestir del Sur de Guanajuato, la cual es uno de los mejores canales de comercialización de las empresas del sector textil en la región.
Por cuestiones de inseguridad, la Expo Textil Otoño-Invierno 2014 se canceló en Moroleón y se trasladó a la ciudad de León, a propuesta de los textileros de la zona sur y del alcalde, ya que de acuerdo con el secretario de Desarrollo Económico Sustentable no había condiciones de seguridad en Moroleón, por lo que la Expo Textil se llevaría a León y estará a cargo del gobierno del estado.

### FIMODA
Desde 2014 la Expo Textil que se organizaba en Moroleón se realiza en la ciudad de León luego de que en ese año el evento se cancelara en la región por diversos factores, principalmente por la falta de expositores. La mayoría de los participantes son de la zona sur del estado, entre ellos, fabricantes de ropa de tejido de punto, mezclilleros, comerciantes de piel, de lencería y de prendas de tela plana.
A la Fimoda asiste una base de clientes que tiene el Poliforum y que asisten a los diferentes eventos que ahí se llevan a cabo, además, también hay compradores que tienen tiendas de ropa, son propietarios de boutiques, representantes de tiendas departamentales, quienes se encargarán de buscar nuevos proveedores textiles.

### Centro Expositor Textil
Durante el cierre de campaña en Guanajuato del entonces candidato a la Presidencia de México Enrique Peña Nieto realizado en la ciudad de Irapuato en junio de 2012, se comprometió a construir un Centro Expositor Textil en esta zona metropolitana. Fue hasta febrero de 2014 que se dio a conocer el predio elegido por los textileros de Moroleón y Uriangato para la edificación del centro expositor textil de la región está ubicado a un costado de la plaza de toros Moroleón, donde se ubica actualmente el estacionamiento 12 de octubre, el lugar cuenta con 8 hectáreas, pero el área a ocuparse se conocerá mediante el análisis que realicen las autoridades federales. El proyecto contempla estacionamiento, su área comercial y de servicios, área de comida, un área de carga y descarga para sus locatarios y un área bancaria para cubrir las necesidades principales tanto de sus visitantes como de sus ocupantes.
Los encargados de llevar el análisis del área serán los funcionarios federales ya que ellos son los encargados de darle seguimiento y por parte tanto de los funcionarios de Moroleón y Uriangato, además de los textileros, se le dará el seguimiento para ajustar a las necesidades de los textileros ya que fue con ellos el compromiso del presidente Peña Nieto, y fueron los textilero que propusieron la ubicación. El beneficio es para toda la región y se llevará a cabo el registro del padrón de comerciantes que se instalarán en el centro, pues de ello dependerá el número de locales con los que se cuente. El gobierno federal va a determinar qué empresa será la encarga para la construcción y llevar a cabo el proyecto. La ubicación de este recinto contará con accesos y salidas tanto por Moroleón como por Uriangato, ya que estos estarán ubicados por calle prolongación Madero con paseo de los héroes en Uriangato y 12 de octubre y Abasolo en Moroleón.

## Conurbación de la Zona conurbabada Moroleón-Uriangato

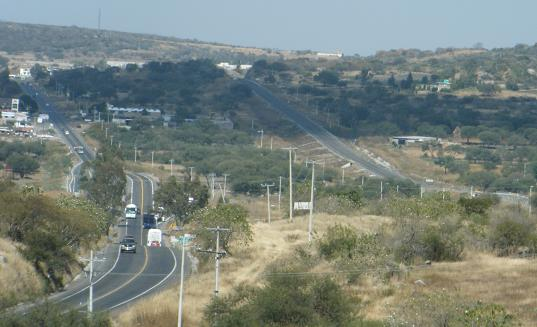
Carretera Federal 43 y Autopista de Cuota Morelia-Salamanca: Predios para la construcción del Bulevard Metropolitano.

El gobernador del Estado de Guanajuato Juan Manuel Oliva Ramírez presentó en el mes de junio de 2008 el Plan de Inversión para la Competitividad de Guanajuato. Con una inversión sin precedentes para la historia de Guanajuato (20,000 millones de pesos), se realizarían 38 proyectos de alto impacto en la región central del país, para la prosperidad de los Guanajuatenses. Uno de esos 38 proyectos contempledos era el Boulevard Metropolitano, con el cual quedarían fusionadas las tres ciudades, sin embargo, el proyecto se abandonó con el cambio de administraciones municipales en el año 2009. El municipio más beneficiado por el proyecto del Boulevard Metropolitano sería Uriangato, ya que se urbanizaría toda la extensión del libramiento oriente con la construcción del Boulevard Metropolitano, así mismo se construirían cinco puentes vehiculares, esta vialidad se extenderá hasta conectarla con el boulevard 5 de Mayo en Yuriria. Por lo que el municipio de Uriangato era uno de los más activos en la realización de un proyecto ejecutivo de este boulevard para presentarlo al Gobierno del Estado para su aprobación y gestionar el inicio de su construcción.
En febrero de 2014 se retoman las actividades de la Comisión de Conurbación de la Zona Metropolitana Moroleón-Uriangato. Dentro de este primer acercamiento entre las autoridades municipales y estatales se presentaron los proyectos de infraestructura prioritarios para las Administraciones de los tres municipios que integran la Zona Metropolitana los cuales se someterán a consideración de la Secretaría de Hacienda y Crédito Público para obtener los recursos necesarios para su ejecución.

## Seguridad

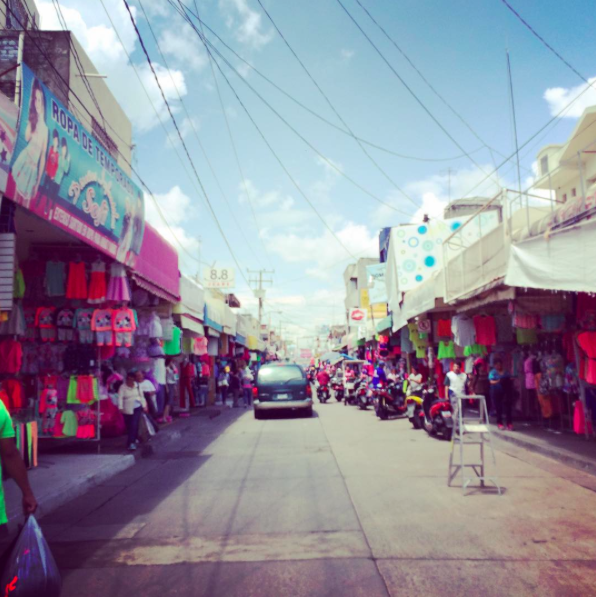
Zona Comercial Textil

El sur del Estado de Guanajuato ha sido la zona más castigada por la inseguridad y el crimen organizado, debido a la cercanía con el Estado de Michoacán en donde operan grupos de delincuencia organizada tales como La Familia Michoacana y Los Caballeros Templarios, dedicados al narcotráfico, el secuestro y la extorsión, que ha afectado a los empresarios y comerciantes de esta zona metropolitana.
En el estado de Guanajuato el mando único policial, es una herramienta de coordinación que encabeza el gobierno del estado y cuya operatividad corre a cargo de los municipios, desde 2014 se ha comenzado priorizando la frontera con Michoacán. Los municipios de la zona metropolitana Moroleón-Uriangato han aprobado este mando único policiaco. El plan es implementarlo primero en el sur, luego en el norte del Estado y en una tercera etapa en el corredor industrial. Esto ocurre como respuesta al incremento de la violencia e inseguridad, así como a los actos de corrupción de los mandos policiales municipales que se han agravado por el escalamiento de la violencia en el vecino Estado de Michoacán.
El ayuntamiento de Moroleón decidió concluir con este convenio debido a que desde la fecha en que se firmó el convenio para el establecimiento del Mando Único con la presencia y coordinación permanente de un Comandante de las Fuerzas de Seguridad Pública del Estado en el cuerpo de seguridad local, no se redujeron los delitos de alto impacto como el secuestro.

## Turismo

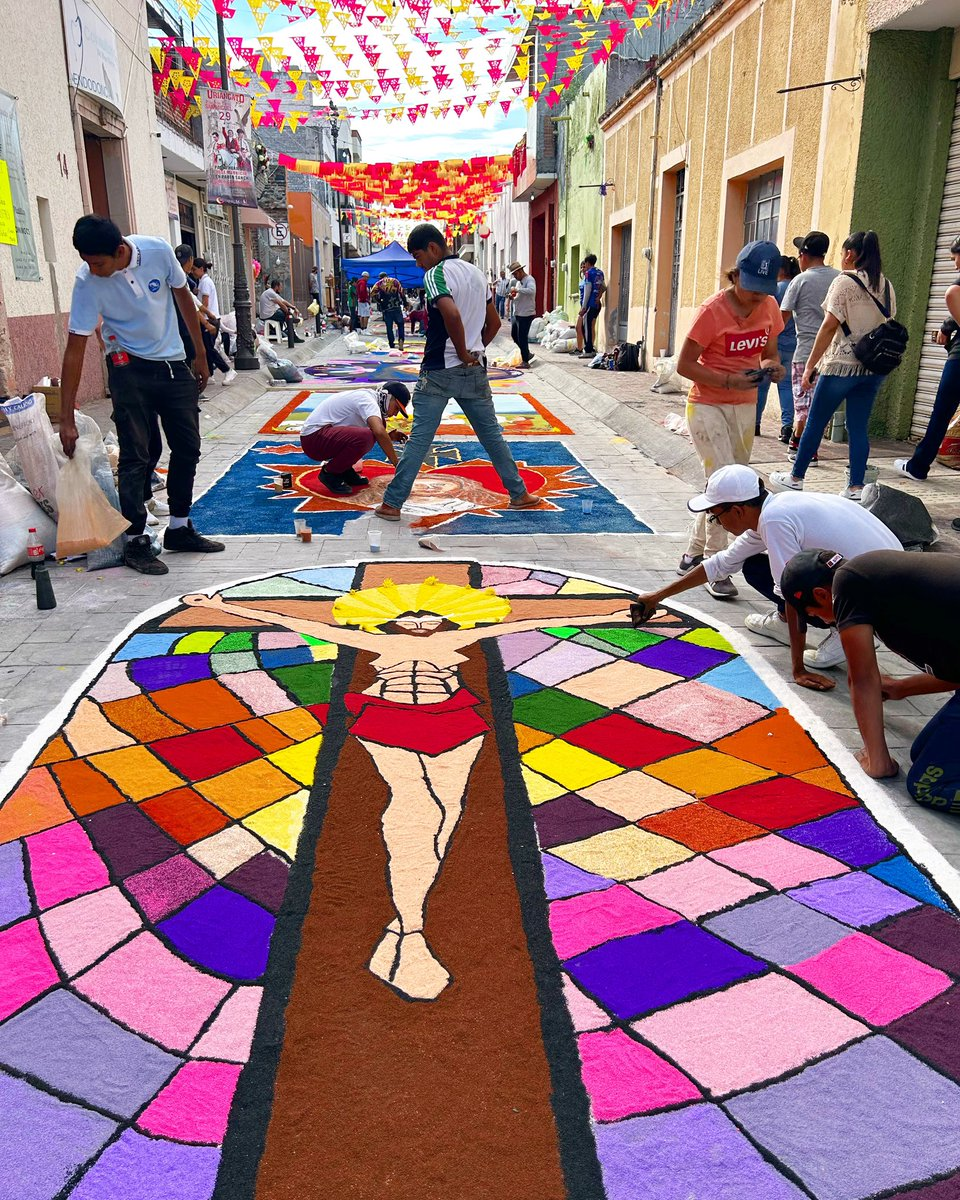
Tapetes de Uriangato.

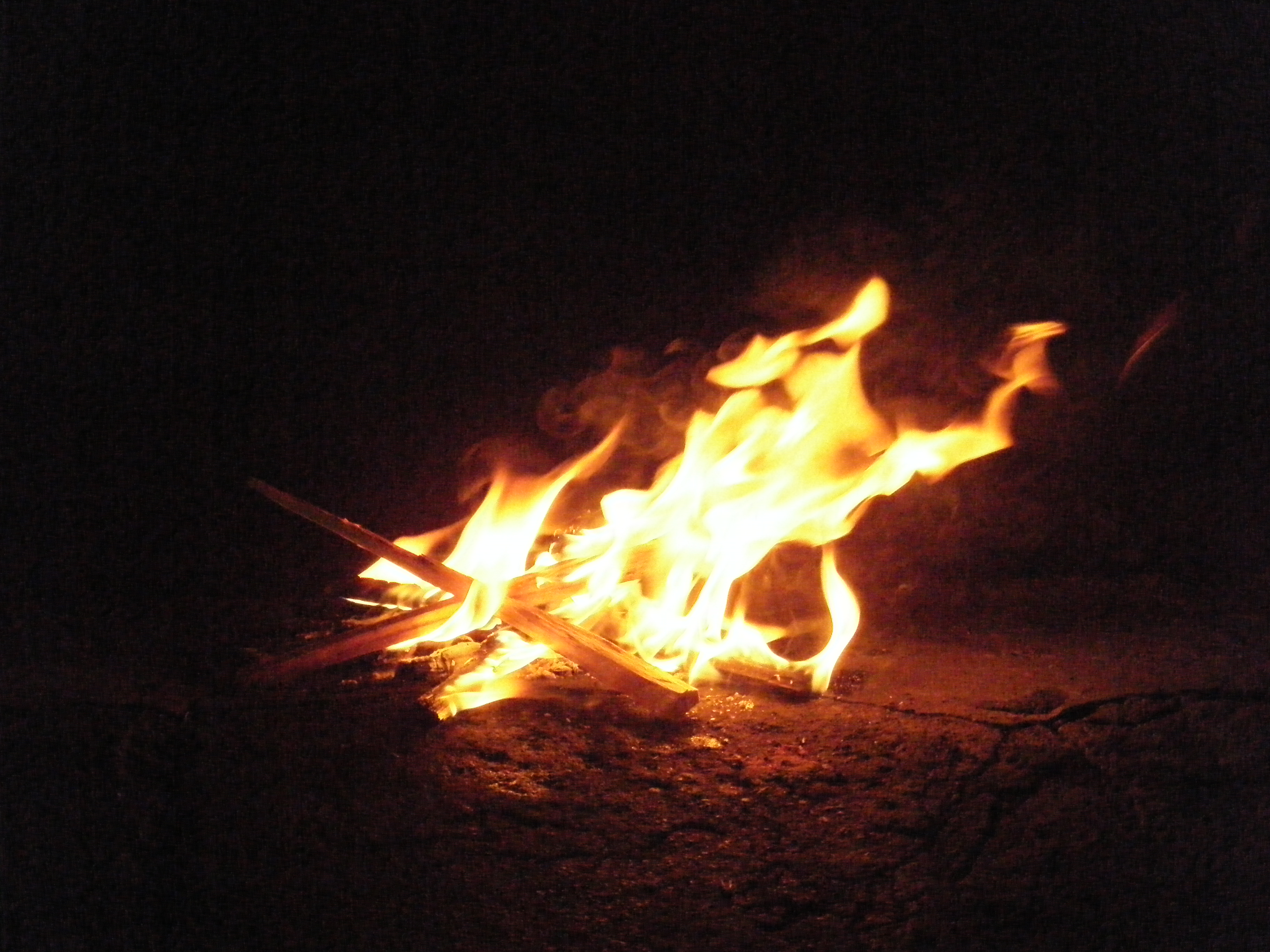
Candiles de Uriangato.

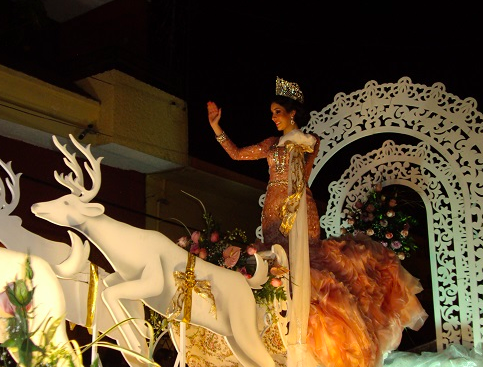
Desfile de carros alegóricos en Moroleón

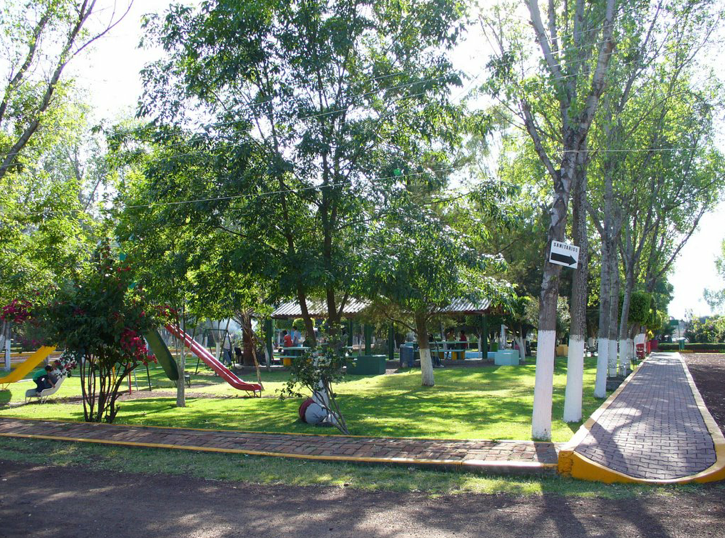
Zoológico Parque Áreas Verdes en Moroleón

### La Octava Noche
La octava es una tradición característica del folclore Uriangatense, basada en el recorrido del santo patrono de la ciudad de Uriangato por las calles del centro de esta ciudad, ubicada durante la noche del día 6 de octubre de cada año, es una festividad en la que se exponen en la calle los famosos Tapetes de aserrín elaborados en Uriangato a base de aserrín teñido de diferentes y llamativos colores, elaborando alfombras con diferentes motivos, generalmente de tipo religioso por encima de las cuales pasa la procesión que acompaña por la noche al Santo Patrono de Uriangato "San Miguel Arcángel". Aunado a la elaboración de este trabajo artesanal, se adornan las calles por donde se lleva a cabo el recorrido con vistosos y coloridos adornos multicolores de plástico conocidos como (hilos) desde las azoteas de las casas cubriendo la totalidad de la calle y con la elaboración e instalación de altares adornados de luces y flores en las esquinas de dichas calles en donde descansa la escultura de San Miguel Arcángel venerada en Uriangato, durante la noche del paseo. Así mismo se acompaña el recorrido del Arcángel San Miguel con rezos y cantos religiosos católicos y se lanzan al aire los famosos Globos de Cantoya, hechos de papel de China de vistosos colores para resaltar la máxima expresión del folclore Uriangatense.

### Candiles
La realización del novenario de San Miguel Arcángel en Uriangato, durante el cual la ciudad se ilumina con candiles (fogatas de ocote).

### Fiesta de Moroleón
La principal fiesta en Moroleón se lleva a cabo en el mes de enero y se ofrece en honor del Señor de Esquipulitas, esta fiesta tradicional se lleva a cabo desde la llegada de la imagen del Cristo de Esquipulitas a Moroleón, además se presentan corridas de toros, juegos pirotécnicos, paseos de carros alegóricos, bandas de música, peleas de gallos, danzas tradicionales, eventos deportivos y culturales. Lo cual la convierte en una colorida fiesta de amplia tradición en el Estado de Guanajuato. Las bandas de música regional juegan un papel importante en dicha fiesta, ya que decenas de bandas recorren las calles de Moroleón la madrugada del 16 de enero de cada año enalteciendo el ambiente de fiesta en la localidad.
Además se realizan otras celebraciones como Carnaval, Fiesta de San Nicolás de Tolentino, Fiestas Patrias, Día de la elevación de Moroleón a Municipio Libre (27 septiembre), Aniversario de la Revolución Mexicana (20 de noviembre), Santa Cecilia, Señor de la Clemencia, Virgen de Guadalupe en el Santuario del mismo nombre dentro de la Ciudad, Posadas, Navidad y Fin de año.

### Zoológico “Áreas Verdes”
El 11 de diciembre de 1985, bajo la Presidencia del C. Rigoberto Ortega López, se adquiere un terreno del Sr. Salvador Chávez Madrigal, denominado "La Gallina", para la creación de áreas verdes, cuyo nombre posteríor será Parque Áreas Verdes. El 25 de mayo de 1994, la Secretaría de Agricultura y Recursos Hidráulicos (SARH) autoriza al Parque "Áreas Verdes" el funcionamiento como Parque Zoológico Moroleón "Áreas Verdes", siendo representante legal el C. José Luis Balcázar Zamudio. El parque zoológico de Moroleón es uno de los tres zoológicos que existen en todo el Estado de Guanajuato.

### Índice de Sustentabilidad y Competitividad 2015
El Índice de Ciudades Competitivas y Sustentables (ICCS), se utiliza con el objetivo de evaluar y reconocer a las ciudades y municipios por sus prácticas de competitividad y sustentabilidad. Este índice ayuda a identificar las buenas prácticas y soluciones innovadoras existentes implementadas en los diferentes gobiernos locales a nivel nacional en un entorno sustentable. La meta del indicador es apoyar la generación de recomendaciones en términos de gestión ambiental para la atracción y retención de inversión productiva y capital humano. Las conclusiones de este trabajo constituyen una aportación valiosa para la discusión y diseño de políticas públicas en el contexto urbano del siglo XXI. 
Este índice está compuesto por los índices de Competitividad Urbana y el de Desempeño Ambiental. El primero evalúa los ámbitos económicos y sociales que permiten atraer talento y elevar el nivel de vida de la población, y el segundo, los ámbitos ambientales y sociales que dan lugar a una gestión en equilibrio con los recursos disponibles, así como el cuidado de la salud de la población. El ICCS 2015 incluye 78 ciudades con más de cien mil habitantes en el país, que se asientan en 379 municipios. La selección consideró primero a las 59 zonas metropolitanas definidas por el INEGI y el CONAPO; en segundo lugar, las capitales de los estados no incluidas en las zonas metropolitanas y, finalmente, aquellos municipios cuya actividad económica los ubica dentro del percentil 90 generador del PIB nacional.

#### Índice Desempeño Ambiental (IDA)
Resultado del Indicador: 51.24 (lugar 19)

#### Índice Desempeño Urbano (IDU)
Resultado del Indicador: 38.5 (lugar 63)

#### Índice de Ciudades Competitivas y Sustentables (ICCS)
Resultado del Indicador: 44.4 (lugar 58)